# غويلرمو مارتينيز أيالا
غويلرمو مارتينيز أيالا (بالإسبانية: Guillermo Martínez Ayala)‏ هو لاعب كرة قدم مكسيكي، ولد في 15 مايو 1995 في سيلايا في المكسيك. شارك مع منتخب المكسيك تحت 20 سنة لكرة القدم. أما مع النوادي، فقد لعب مع نادي باتشوكا.

## وصلات خارجية
- غويلرمو مارتينيز أيالا على موقع الاتحاد الدولي (مؤرشف)  (الإنجليزية)
- غويلرمو مارتينيز أيالا على موقع إي إس بي إن إف سي (الإنجليزية)
- غويلرمو مارتينيز أيالا على موقع قاعدة بيانات كرة القدم.إي يو (الإنجليزية)
- غويلرمو مارتينيز أيالا على موقع Soccerway.com (الإنجليزية)
- غويلرمو مارتينيز أيالا على موقع AS.com (الإسبانية)